# مراکز پزشکی در شهر همدان
مراکز پزشکی در شهر همدان شامل مراکز درمانی و بیمارستان‌های دولتی و شخصی در این شهر هستند.
| نام مرکز درمانی           | نوع مرکز        | توضیحات |
| ------------------------- | --------------- | --- |
| بیمارستان آتیه همدان      | تأمین اجتماعی   | در شهرک شهید مدنی واقع است. تخصص‌های موجود عبارتند از:CCU، داخلی، جراحی، زنان و زایمان، کودکان، گوش و حلق و بینی                                                                |
| درمانگاه شماره یک همدان   | تأمین اجتماعی   | در خیابان اله اکبر، پشت انبار نفت واقع است. |
| درمانگاه شماره دو همدان   | تأمین اجتماعی   | در میدان بعثت، نبش کوچه تربیت واقع است. |
| بیمارستان اکباتان         | دانشگاهی–آموزشی | تخصص‌های موجود عبارتند از: CCU، داخلی، جراحی، اورژانس، ارولوژی، قلب، نفرولوژی، پیوند کلیه                                                                                       |
| بیمارستان شهید بهشتی      | دانشگاهی–آموزشی | تخصص‌های موجود عبارتند از: جراحی، اورژانس، گوارش، اورولوژی، نفرولوژی، داخلی |
| بیمارستان امام خمینی (ره) | دانشگاهی–آموزشی | تخصص‌های موجود عبارتند از: جراحی، اورژانس، چشم پزشکی، سوختگی، گوش و حلق و بینی، جراحی ترمیمی، داخلی                                                                             |
| بیمارستان فاطمیه          | دانشگاهی–آموزشی | تخصص‌های موجود عبارتند از: ICU،‏ NICU، زنان و زایمان، نوزادان |
| بیمارستان فرشچیان (سینا)  | دانشگاهی–آموزشی | خیابان میرزاده عشقی. تخصص‌های موجود عبارتند از: داخلی، جراحی، اورژانس، روانپزشکی، عفونی، پوست، نرولوژی                                                                          |
| بیمارستان بعثت            | دانشگاهی–آموزشی | تخصص‌های موجود عبارتند از: داخلی، کودکان، جراحی عمومی، اورژانس، ارتوپدی، جراحی مغز و اعصاب، گوش و حلق و بینی، تغذیه و رژیم درمانی، فک و صورت، هماتولوژی کودکان                  |
| بیمارستان بوعلی           | بیمارستان خصوصی | در خیابان مهدیه - جنب پارک مردم واقع است. تخصص‌های موجود عبارتند از: CCU، داخلی، جراحی، زنان و زایمان، کودکان، گوش و حلق و بینی، چشم پزشکی، ارتوپدی، ارولوژی، جراحی مغز و اعصاب |
| بیمارستان شهید مطهری      | بیمارستان خیریه | در خیابان خرم رودی - واقع است. تخصص‌های موجود عبارتند از:، داخلی، جراحی، |
| بیمارستان ابن سینا ارتش   | بیمارستان نظامی | در ابتدای جاده کرمانشاه واقع است. تخصص‌های موجود عبارتند از:، مردان، زنان، اتاق عمل، درمانگاه،                                                                                  |